# Grande Prêmio da Espanha de 2025
O Grande Prêmio da Espanha de 2025 (formalmente denominado Formula 1 Aramco Gran Premio de España 2025) foi a nona etapa do Campeonato Mundial de Fórmula 1 de 2025. disputada em 1 de junho de 2025 no Circuito de Barcelona-Catalunha, Montmeló, Espanha.

## Resultados

### Treino classificatório
| Pos.                | N° | Piloto                | Construtor                 | tempos qualificatorios | tempos qualificatorios | tempos qualificatorios | Final grid |
| Pos.                | N° | Piloto                | Construtor                 | Q1                     | Q2                     | Q3                     | Final grid |
| ------------------- | -- | --------------------- | -------------------------- | ---------------------- | ---------------------- | ---------------------- | ---------- |
| 1                   | 81 | Oscar Piastri         | McLaren-Mercedes           | 1:12.551               | 1:11.998               | 1:11.546               | 1          |
| 2                   | 4  | Lando Norris          | McLaren-Mercedes           | 1:12.799               | 1:12.056               | 1:11.755               | 2          |
| 3                   | 1  | Max Verstappen        | Red Bull Racing-Honda RBPT | 1:12.798               | 1:12.358               | 1:11.848               | 3          |
| 4                   | 63 | George Russell        | Mercedes                   | 1:12.806               | 1:12.407               | 1:11.848               | 4          |
| 5                   | 44 | Lewis Hamilton        | Ferrari                    | 1:13.058               | 1:12.447               | 1:12.045               | 5          |
| 6                   | 12 | Andrea Kimi Antonelli | Mercedes                   | 1:12.815               | 1:12.585               | 1:12.111               | 6          |
| 7                   | 16 | Charles Leclerc       | Ferrari                    | 1:13.014               | 1:12.495               | 1:12.131               | 7          |
| 8                   | 10 | Pierre Gasly          | Alpine-Renault             | 1:13.081               | 1:12.611               | 1:12.199               | 8          |
| 9                   | 6  | Isack Hadjar          | Racing Bulls-Honda RBPT    | 1:13.139               | 1:12.461               | 1:12.252               | 9          |
| 10                  | 14 | Fernando Alonso       | Aston Martin-Mercedes      | 1:13.102               | 1:12.523               | 1:12.284               | 10         |
| 11                  | 23 | Alexander Albon       | Williams-Mercedes          | 1:13.044               | 1:12.641               | N/A                    | 11         |
| 12                  | 5  | Gabriel Bortoleto     | Kick Sauber-Ferrari        | 1:13.045               | 1:12.756               | N/A                    | 12         |
| 13                  | 30 | Liam Lawson           | Racing Bulls-Honda RBPT    | 1:13.039               | 1:12.763               | N/A                    | 13         |
| 14                  | 18 | Lance Stroll          | Aston Martin-Mercedes      | 1:13.038               | 1:13.058               | N/A                    | —          |
| 15                  | 87 | Oliver Bearman        | Haas-Ferrari               | 1:13.074               | 1:13.315               | N/A                    | 14         |
| 16                  | 27 | Nico Hülkenberg       | Kick Sauber-Ferrari        | 1:13.190               | N/A                    | N/A                    | 15         |
| 17                  | 31 | Esteban Ocon          | Haas-Ferrari               | 1:13.201               | N/A                    | N/A                    | 16         |
| 18                  | 55 | Carlos Sainz Jr.      | Williams-Mercedes          | 1:13.203               | N/A                    | N/A                    | 17         |
| 19                  | 43 | Franco Colapinto      | Alpine-Renault             | 1:13.334               | N/A                    | N/A                    | 18         |
| 20                  | 22 | Yuki Tsunoda          | Red Bull Racing-Honda RBPT | 1:13.385               | N/A                    | N/A                    | PL         |
| 107% time: 1:17.629 |    |                       |                            |                        |                        |                        |            |
| Fontes:             |    |                       |                            |                        |                        |                        |            |

### Corrida
| Pos.    | N° | Piloto                | Construtor                 | Voltas | Tempo/retirada    | Grid | Pontos |
| ------- | -- | --------------------- | -------------------------- | ------ | ----------------- | ---- | ------ |
| 1       | 81 | Oscar Piastri         | McLaren-Mercedes           | 66     | 1:32:57.375       | 1    | 25     |
| 2       | 4  | Lando Norris          | McLaren-Mercedes           | 66     | +2.471            | 2    | 18     |
| 3       | 16 | Charles Leclerc       | Ferrari                    | 66     | +10.455           | 7    | 15     |
| 4       | 63 | George Russell        | Mercedes                   | 66     | +11.359           | 4    | 12     |
| 5       | 27 | Nico Hülkenberg       | Kick Sauber-Ferrari        | 66     | +13.648           | 15   | 10     |
| 6       | 44 | Lewis Hamilton        | Ferrari                    | 66     | +15.508           | 5    | 8      |
| 7       | 6  | Isack Hadjar          | Racing Bulls-Honda RBPT    | 66     | +16.022           | 9    | 6      |
| 8       | 10 | Pierre Gasly          | Alpine-Renault             | 66     | +17.882           | 8    | 4      |
| 9       | 14 | Fernando Alonso       | Aston Martin-Mercedes      | 66     | +21.564           | 10   | 2      |
| 10      | 1  | Max Verstappen        | Red Bull Racing-Honda RBPT | 66     | +21.826           | 3    | 1      |
| 11      | 30 | Liam Lawson           | Racing Bulls-Honda RBPT    | 66     | +25.532           | 13   |        |
| 12      | 5  | Gabriel Bortoleto     | Kick Sauber-Ferrari        | 66     | +25.996           | 12   |        |
| 13      | 22 | Yuki Tsunoda          | Red Bull Racing-Honda RBPT | 66     | +28.822           | PL   |        |
| 14      | 55 | Carlos Sainz Jr.      | Williams-Mercedes          | 66     | +29.309           | 17   |        |
| 15      | 43 | Franco Colapinto      | Alpine-Renault             | 66     | +31.381           | 18   |        |
| 16      | 31 | Esteban Ocon          | Haas-Ferrari               | 66     | +32.197           | 16   |        |
| 17      | 87 | Oliver Bearman        | Haas-Ferrari               | 66     | +37.065           | 14   |        |
| Ret     | 12 | Andrea Kimi Antonelli | Mercedes                   | 53     | Motor             | 6    |        |
| Ret     | 23 | Alexander Albon       | Williams-Mercedes          | 27     | Dano após colisão | 11   |        |
| WD      | 18 | Lance Stroll          | Aston Martin-Mercedes      | 0      | Lesão do piloto   | —    |        |
| Fontes: |    |                       |                            |        |                   |      |        |

## Tabela do campeonato após a corrida
|        | Pos. | Piloto          | Pontos |
| ------ | ---- | --------------- | ------ |
|        | 1    | Oscar Piastri   | 186    |
|        | 2    | Lando Norris    | 176    |
|        | 3    | Max Verstappen  | 137    |
|        | 4    | George Russell  | 111    |
|        | 5    | Charles Leclerc | 94     |
| Fonte: |      |                 |        |

|        | Pos. | Construtor                 | Pontos |
| ------ | ---- | -------------------------- | ------ |
|        | 1    | McLaren-Mercedes           | 362    |
| 2      | 2    | Ferrari                    | 165    |
| 1      | 3    | Mercedes                   | 159    |
| 1      | 4    | Red Bull Racing-Honda RBPT | 144    |
|        | 5    | Williams-Mercedes          | 54     |
| Fonte: |      |                            |        |

- Nota: Apenas as 5 primeiras posições estão incluídas em ambos conjuntos de classificação.